# Nilgirivliegenvanger
De Nilgirivliegenvanger  (Eumyias albicaudatus) is een zangvogel uit de familie Muscicapidae (vliegenvangers).

## Verspreiding en leefgebied
Deze soort is endemisch in zuidwestelijk India.